# Teatro nacional de ópera y ballet de Lituania
El Teatro nacional de ópera y ballet de Lituania (en lituano: Lietuvos nacionalinis operos ir baleto teatras) es un teatro de ópera y ballet en Vilna, la capital del país europeo de Lituania. Fue construido en 1974. 
Además de las obras de repertorio occidentales y rusas estándar, la ópera también ofrece piezas de ópera nacionales. La ópera de Vytautas Klova Pilėnai (1956), tiene desde el año 2001 realizándose al aire libre durante el verano en el castillo de la isla Trakai. El ballet ha realizado varias producciones del coreógrafo ruso Boris Eifman.